# گمینا ماوومیتسه
گمینا ماوومیتسه (به لهستانی:  Gmina Małomice) یک گمینا در لهستان است که در شهرستان ژاگانی واقع شده‌است.
 گمینا ماوومیتسه ۷۹٫۵ کیلومتر مربع مساحت و ۵٬۴۴۳ نفر جمعیت دارد.